# Stichopogon meridionalis
Stichopogon meridionalis là một loài ruồi trong họ Asilidae. Stichopogon meridionalis được Oldroyd miêu tả năm 1948. Loài này phân bố ở miền Ấn Độ - Mã Lai.